# Río Racons
Río Racons är ett vattendrag i Spanien. Det ligger i den östra delen av landet, 400 km sydost om huvudstaden Madrid.